# Forteresse de Kondavid
La forteresse de Kondavid se trouve dans la circonscription du Chilakaluripet dépendant du district de Guntur, dans l'Andhra Pradesh. Cette place-forte se dresse sur une colline à 520 m d'altitude. Hormis cette citadelle, il y a deux autres avant-postes dont on ignore le nom. Les trois forteresses sont aujourd'hui à l'état de ruines.
La forteresse de Kondavid fut édifiée sous le règne de Prolaya Vema Reddy. Ce fut une place-forte des princes Reddy (du royaume dit des Reddi, ou royaume Reddi de Kondavid) entre 1328 et 1428, avant de tomber aux mains des Gajapatis d’Orissa puis d'être mise à sac par les sultans de Bahmanî (1458). L’empereur Vijayanagar Krishna Deva Râya s'en empara en 1516. Les sultans de Golkonda y mirent le siège en 1531, 1536 et 1579, date à laquelle le sultan Quli Qutb Shah s'en rendit finalement maître, et qu'il rebaptisa Mourtoudzanagar ou Murtizanagar,,,.
Les colons français prirent le contrôle de la forteresse en 1752, et renforcèrent ses points défensifs ; puis elle passa aux mains des Britanniques en 1788, qui au début du XIXe siècle, délaissèrent l'endroit au profit du carrefour commercial de Guntur. De nos jours, il ne subsiste que des ruines des fortifications massives et de leurs créneaux. L'enceinte intérieure abrite les vestiges des magasins à poudre et des entrepôts,.

## Géographie
Cette forteresse fut autrefois la capitale de la province de Kondavidou, qui s'étendait du sud du Krishna à la vallée de la Gundlakamma ; elle se trouve à 13 km à l'ouest de la ville de Guntur. Elle a été édifiée le long des crêtes d'une petite chaîne de collines dont l'altitude moyenne est d'environ 450 m (le point culminant de la crête est à 520 m). Il existe deux voies d'accès (ghat) : l'une par le nord, escarpée mais donnant un accès direct aux forts ; et la route ordinaire, plus sinueuse mais plus praticable, qui représente un détour de 3 km,. Le Kondavidou et la forêt alentour comptent un grand nombre d'arbres pommes-chiens (ou nonos).

## Histoire

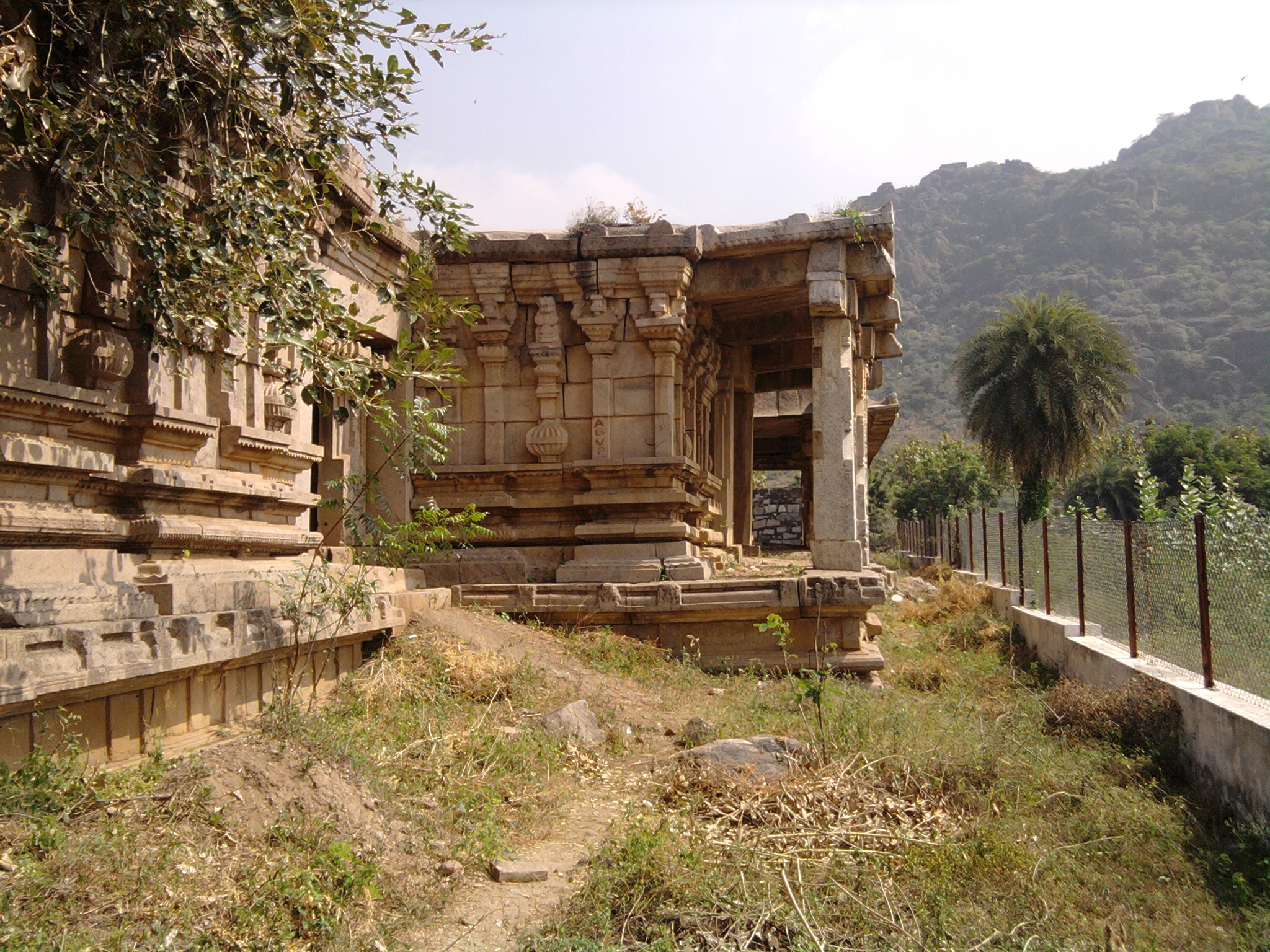
Le temple de Gopinathswami à proximité de la forteresse. On peut voir les dernières fortifications encore debout au sommet de la colline.

La citadelle de Kondavid a été construite au XIVe siècle par un monarque de la dynastie des Reddy. Comme la province à laquelle elle est à présent rattachée, elle a été gouvernée tour à tour par plusieurs royaumes : Hindous, musulmans et Britanniques, aux visées  administratives entièrement différentes. Si les princes hindous cherchaient à faire prospérer la province, les sultans maintenaient la population dans le servage et l'exploitation,,.
En 1323, Warangal et l'ensemble de la région d'Andhra Pradesh tombèrent aux mains des souverains de Delhi, les Tughlûq. Les déprédations exercées sous leur règne despotique finit par déclencher la formation d'une ligue des rois hindous de l’Inde du Sud (parmi lesquels les rois Reddis), lesquels chassèrent les musulmans de Warangal.
Les Reddis de Kondavidou étaient à l'origine vassaux des rois de Warangal. D'après les inscriptions, on déduit que leur règne a en partie coïncidé avec celui des Reddis de Korukonda. La dynastie des Reddy est issue de l'une des plus puissantes tribus/castes non-aryennes. Ils ont gouverné sur la région de Vijayawada et Guntur pendant près d'un siècle (1328–1428). Le fondateur de la dynastie, Prolaya (« fils de Prola ») Vema Reddy,, qui régna jusqu'en 1353, renforça son royaume par la construction de plusieurs places fortes, dont la forteresse de Kondavid. Il déplaça son palais d’Addanki (Guntur) à Kondavid. À la chute des Reddis, la région fut gouvernée par les sultans de Bahmanî (1458), puis les rois Vijayanagar (1516), les sultans de Qutb Shahis (1531, 1537 & 1579), l'armée du moghol Aurangzeb en 1687, les Français (1752), les rois asafdjahides et enfin les Britanniques,, (1766 et 1788).

## Structure
Les trois forts dressés sur l'étroite crête sont désormais en ruines ; le plus ancien d'entre eux remonte au XIIe siècle. La forteresse principale, construite sous la dynastie Reddy, et sans cesse remodelée par les monarques ultérieurs, à 320 m d'altitude, était considérée à l'époque moderne comme l'une des plus solides de la région. On a identifié jusqu'à 21 structures à l'intérieur de l'enceinte. Ses fortifications, d'imposants remparts en blocs de granite, protégeaient des magasins à poudre, des entrepôts, des greniers et des puits. On accédait au fort par deux grandes portes : Kolepalli Darwaza et Nadella Darwaza. Ces portes comptent trois niveaux massifs et en blocs de granite. L'un des édifices, présentant des piliers de pierre et couvert de dalles, comporte une inscription longue de 110 m. On peut également voir un bastion. Trois sources assuraient l'approvisionnement en eau des habitants de la forteresse : Mutyalama Cheruvu, Puttalamma Cheruvu et Vedulla Cheruvu (Tcherouvou, en telougou, signifie « mare »). Sur le chemin menant au fort de Kothapalem (autrefois appelé Puttakota), au pied de la colline du fort, on voit encore une circonvallation, sans doute prévue pour protéger le palais royal et les maisons des hauts dignitaires de la province,,,.
Les ruines de la forteresse, au sud-ouest du village, épousent la forme d'un triangle équilatéral, avec, aux sommets sud-ouest et nord-est de ce triangle, des tours faisant partie du mur de façade. Un simple mur, long de 30 km, sillonne les collines,,,.
Il y a au pied de la colline un temple, dit temple Gopinathaswami (consacré à Krishna) ; ses piliers de pierre ornementés sont taillés à même la roche. Les styles turc et hindou se côtoient à l'intérieur du fort, qui comporte une mosquée (celle-ci aurait été construite par réemploi de pierres d'un temple,,).

## Travaux de restauration
Le Département de l’Archéologie et des Musées de l'Andhra Pradesh a entrepris une grande campagne de valorisation des châteaux et forteresses de cette région de l'Inde : pour Kondavid, il s'agit d'abord de construire une route carrossable de 3,5 km à flanc de colline (ghat) pour permettre l'acheminement ultérieur des engins de chantier, puis de créer des belvédères, de réparer les bastions, les corps de logis de la garnison, les étables et le tracé des rues avec des panneaux didactiques.
L’association ISKCON South India souhaite également participer à la rénovation de cette forteresse historique dans le cadre de son projet Spiritual Heritage Revival,. Le gouvernement de l’Andhra Pradesh a réservé un terrain de 26 ha au pied de la colline pour y construire un temple consacré à Venna Gopal. Le culte de cette divinité avait été institué à l'origine il y a 500 ans par l'empereur Krishna Deva Râya, qui reprit la forteresse aux envahisseurs, les rois de Reddy. Dans le village voisin de la forteresse, Ghengis Khan Pet, ce roi, qui régna durant 30 années, fit édifier une statue de Krishna, qui est la seule de toute l'Asie représentant le dieu avec une motte de beurre (vennamudda en télougou).

## Pour s'y rendre
La forteresse de Kondavid se trouve entre Guntur et Chilakaluripet, à 25 km de Guntur. On peut facilement se rendre à Guntur en train ou en voiture, depuis n'importe quelle région de l'Inde. L’aéroport le plus proche est celui de Vijayawada, à 58 km de Guntur. Une fois à Guntur, on peut emprunter le bus de Chilakaluripet et descendre à l'arrêt Bhoyapalem-Pirangipuram Road et louer un tricycle pour aller jusqu'à la forteresse (à environ 10 km de là).
Mais le plus simple est évidemment de s'y rendre en voiture. Depuis Guntur, il faut suivre sur 25 km la direction de Chilakaluripet par la route NH5 et bifurquer vers Bhoyapalem-Pirangipuram Road.